# Guided by Voices
Guided by Voices (o GbV) es una banda de indie rock de Dayton, Ohio. Fueron influenciados por la música pop, rock progresivo, post-punk, punk rock y las bandas de la invasión británica, formando parte de la escena americana de rock alternativo desde 1986 hasta 2004.
A través de los años Guided By Voices vio muchos cambios en sus miembros: el único miembro permanente fue Robert Pollard, cantante y compositor principal.

## Días de Guided By Voices
En 2004, durante el último tour de Guided By Voices, bastantes ciudades en EE. UU. proclamaron a un día "Guided by Voices Day" ("El Día de Guided by Voices"). Algunos de estos días son: 
- Houston, Texas--1 de octubre
- Newport, Kentucky--22 de octubre
- Bloomington, Indiana, Indiana--25 de octubre
- Austin, Texas--5 de noviembre
- Dallas, Texas--6 de noviembre
- San Diego, California--11 de noviembre
- Los Ángeles, California--12 de noviembre
- Nueva York, Nueva York--5 de diciembre
- Chicago, Illinois--30 de diciembre

## Discografía
- 1987: Devil Between My Toes
- 1987: Sandbox
- 1989: Self-Inflicted Aerial Nostalgia
- 1990: Same Place The Fly Got Smashed
- 1992: Propeller
- 1993: Vampire on Titus
- 1994: Bee Thousand
- 1995: Alien Lanes
- 1996: Under the Bushes, Under the Stars
- 1996: Tonics and Twisted Chasers
- 1997: Mag Earwhig!
- 1999: Do the Collapse
- 2001: Isolation Drills
- 2002: Universal Truths and Cycles
- 2003: Earthquake Glue
- 2004: Half Smiles of the Decomposed
- 2012: Let's Go Eat the Factory
- 2012: Class Clown Spots a UFO
- 2012: The Bears for Lunch
- 2013: English Little League
- 2014: Motivational Jumpsuit
- 2014: Cool Planet
- 2016: Please Be Honest
- 2017: August by Cake
- 2017: How Do You Spell Heaven
- 2018: Space Gun
- 2019: Zeppelin Over China
- 2019: Warp and Woof
- 2019: Sweating the Plague
- 2020: Surrender Your Poppy Field
- 2020: Mirrored Aztec
- 2020: Styles We Paid For
- 2020: Earth Man Blues
- 2021: It's Not Them. It Couldn't Be Them. It Is Them!
- 2022: Crystal Nuns Cathedral
- 2022: Tremblers and Goggles by Rank
- 2022: Scalping The Guru
- 2023: La La Land
- 2023: Welshpool Frillies
- 2023: Nowhere to Go but Up
- 2024: Strut of Kings
- 2025: Universe Room